# Лазар Јовановић (фудбалер, 2003)
Лазар Јовановић (25. мај 2003, Чачак) је српски фудбалер који игра на позицији нападача (лево и десно крило).
Сениорску каријеру је започео у ФК Борцу у родном граду Чачку. Наставио ју је касније у ФК Телеоптику и ФК Подунавцу док није 2024. године потписао за ФК Земун.